# (6427) 1995 FY
1995 أف واي (ويعرف أيضًا باسم (6427) 1995 أف واي وفق تسمية الكوكب الصغير) (بالإنجليزية: 1995 FY)‏ هو كويكب ضمن حزام الكويكبات؛ وترتيبه 6427 من حيث الاكتشاف.
اكتُشف هذا الجُرم الفلكي بواسطة هيروشي كانيدا في 28 مارس 1995.

## وصلات خارجية
- (6427) 1995 FY في قاعدة بيانات مختبر الدفع النفاث لأجرام النظام الشمسي الصغيرة

- الاكتشاف · مخطط المدار ·  العناصر المدارية · المعلمات المادية

- (6427) 1995 FY على موقع ويكي سكاي: DSS2, SDSS, GALEX, IRAS, Hydrogen α, X-Ray, Astrophoto, Sky Map, Articles and images